# لشکر سیزدهم زرهی (ورماخت)
لشکر سیزدهم زرهی (به آلمانی: 13. Panzerdivision) یکی از لشکرهای زرهی نیروی زمینی آلمان در دوره رایش سوم بود که در جنگ جهانی دوم به نبرد پرداخت.

## تاریخچه عملیاتی

### شوروی
در جریان عملیات بارباروسا لشکر سیزدهم زرهی به عنوان بخشی از گروه زرهی ۱ از گروه ارتش جنوب، روز ۲۷ ژوئن سال ۱۹۴۱ در برخورد به دفاع آماده دشمن در غرب اوکراین مخصوصاً از جانب توپخانه ارتش سرخ، متحمل خسارت جدی شد. این لشکر روز ۱۰ ژوئیه خود را به رود ایرپن در غرب کی‌یف رساند و سر پلی بر آن تصاحب نمود. لشکر در این موقعیت منتظر مابقی نیروهای سپاه ماند. در ادامه پیشروی، برای ایجاد گذرگاهی بر رود دنیپر به سمت دنیپروپتروفسک حمله برد. در این زمان سه لشکر تفنگ‌دار شوروی از این شهر دفاع می‌کردند. لشکر سیزدهم زرهی پس از سه روز مبارزه با گذر از سه خط دفاعی دشمن، صبح روز ۲۵ اوت وارد شهر شد و تا شپ هنگام بر آن مسلط گشت. نیروهای دشمن در حین عقب‌نشینی دو پل را در این شهر منهدم کردند اما لشکر سیزدهم زرهی توانست از پل سومی به طول ۱۴۰۰ متر با وجود آسیب‌دیدگی آن، عبور و جای پایی برای خود در آن سوی رود باز کند. یک روز بعد لشکر لشکر شصتم پیاده‌نظام موتوریزه در این موقعیت به لشکر سیزدهم زرهی ملحق شد. این سر پل به‌دست‌آمده برای مرحله بعدی عملیات بارباروسا در اوکراین حیاتی بود.